# Cauroy-lès-Hermonville

Cauroy-lès-Hermonville este o comună în departamentul Marne, Franța. În 2009 avea o populație de 474 de locuitori.